# Sumurbandung (Cikulur)
Sumurbandung is een bestuurslaag in het regentschap Lebak van de provincie Banten, Indonesië. Sumurbandung telt 6030 inwoners (volkstelling 2010).